# 鏡味小仙 (2代目)
2代目鏡味 小仙（1918年5月7日 -  1981年12月5日）は、太神楽曲芸師（丸一仙翁社中）。

## 経歴
上方の落語家・桂鯛藏の実子。1925年に初代鏡味小仙に入門し仙壽郎、1929年に2代目鏡味小仙を襲名し12代目家元になる。

## 人物
長らく落語協会所属で、戦前は兄弟弟子の初代鏡味小金と組み、戦後2代目鏡味小金（1880年 - 1966年）と組む。後に鏡味仙壽郎 (後の丸一仙翁)や鏡味小芳と鏡味小仙社中を組む。

## 弟子
- 鏡味仙三郎
- 鏡味仙之助
- 丸一仙翁
- 鏡味弥生-実娘。夫は鏡味仙之助。